# فرودگاه ایفروآن
فرودگاه ایفروآن (به انگلیسی: Iferouane Airport) یک فرودگاه همگانی است . این فرودگاه در کشور نیجر قرار دارد .